# لایه بند ناف

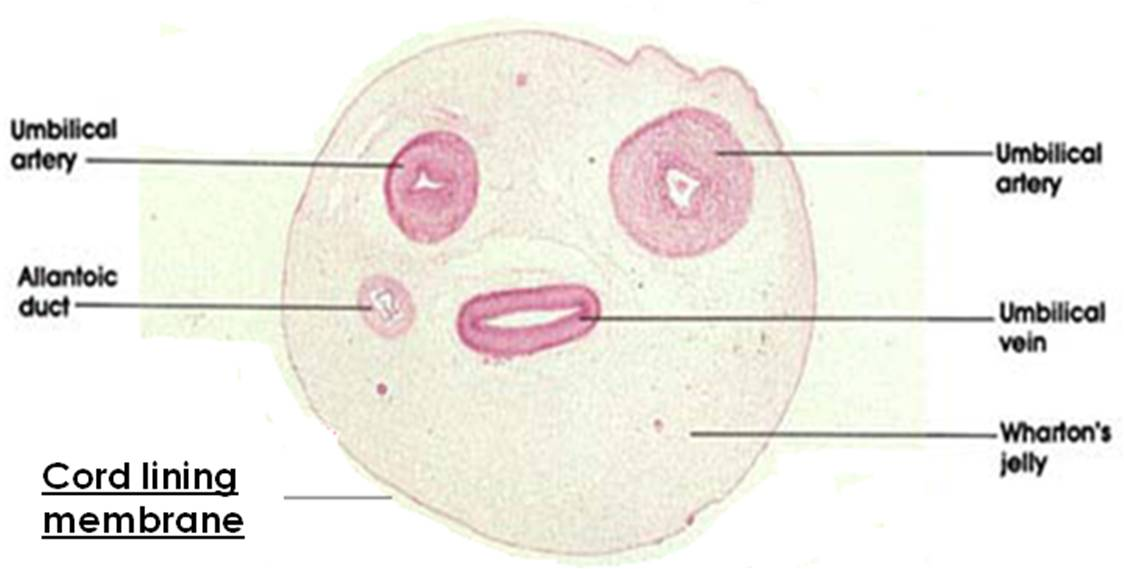
مقطع بافت‌شناسی بند ناف که غشای پوشش بند ناف را نشان می‌دهد.

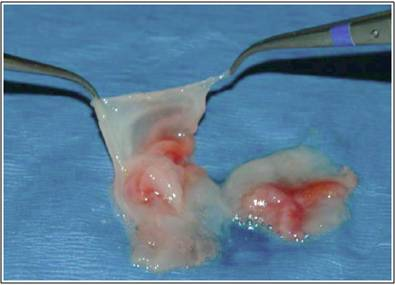
کالبدشکافی بند ناف برای نشان دادن غشای پوشش بند ناف (با پنس بالا نگه داشته می‌شود). عروق بند ناف و ژله وارتون (Wharton) کالبدشکافی شده‌اند.

لایه بند ناف، آستر بند ناف یا پوشش بند ناف (به انگلیسی: Cord lining)، بافت بند ناف یا غشای پوشش بند ناف، بیرونی‌ترین لایه بند ناف است. از آنجایی که بند ناف خود امتداد جفت است، غشای پوششی بند ناف امتدادی از غشای آمنیوتیک است که جفت را می‌پوشاند. غشای پوشش بند ناف شامل دو لایه است: لایه آمنیوتیک (یا اپیتلیال) و لایه زیر آمنیوتیک (یا مزانشیمی). لایه پوششی بند ناف منبع غنی از دو سویه سلول‌های بنیادی (CLSCs) است: سلول‌های بنیادی اپیتلیال (از لایه آمنیوتیک) (CLECs) و سلول‌های بنیادی مزانشیمی (از لایه زیر آمنیوتیک) (CLMCs). در سال ۲۰۰۴ توسط CellResearch Corporation مستقر در سنگاپور کشف شد، این بهترین منبع شناخته‌شده برای برداشت سلول‌های بنیادی انسانی است.